# Therion
Therion (от греч. θηρίον — «зверь») — шведская симфоник-метал-группа, основанная в 1987 году. Therion считаются старейшей группой в стиле симфоник-метал и одними из основателей этого жанра (наряду с более поздними Nightwish). С середины 1990-х их композиции записываются и исполняются с участием живых оркестров, приглашённых вокалистов и хоров. Большая часть песен группы касается различных мистических учений и мифологии народов мира.
Основатель, лидер и главный композитор Therion — гитарист Кристофер Йонссон. Остальной состав группы непостоянен, много раз менялся и часто дополняется приглашёнными музыкантами.

## История

### Начало 90-х: дэт-метал, Blitzkrieg/Megatherion

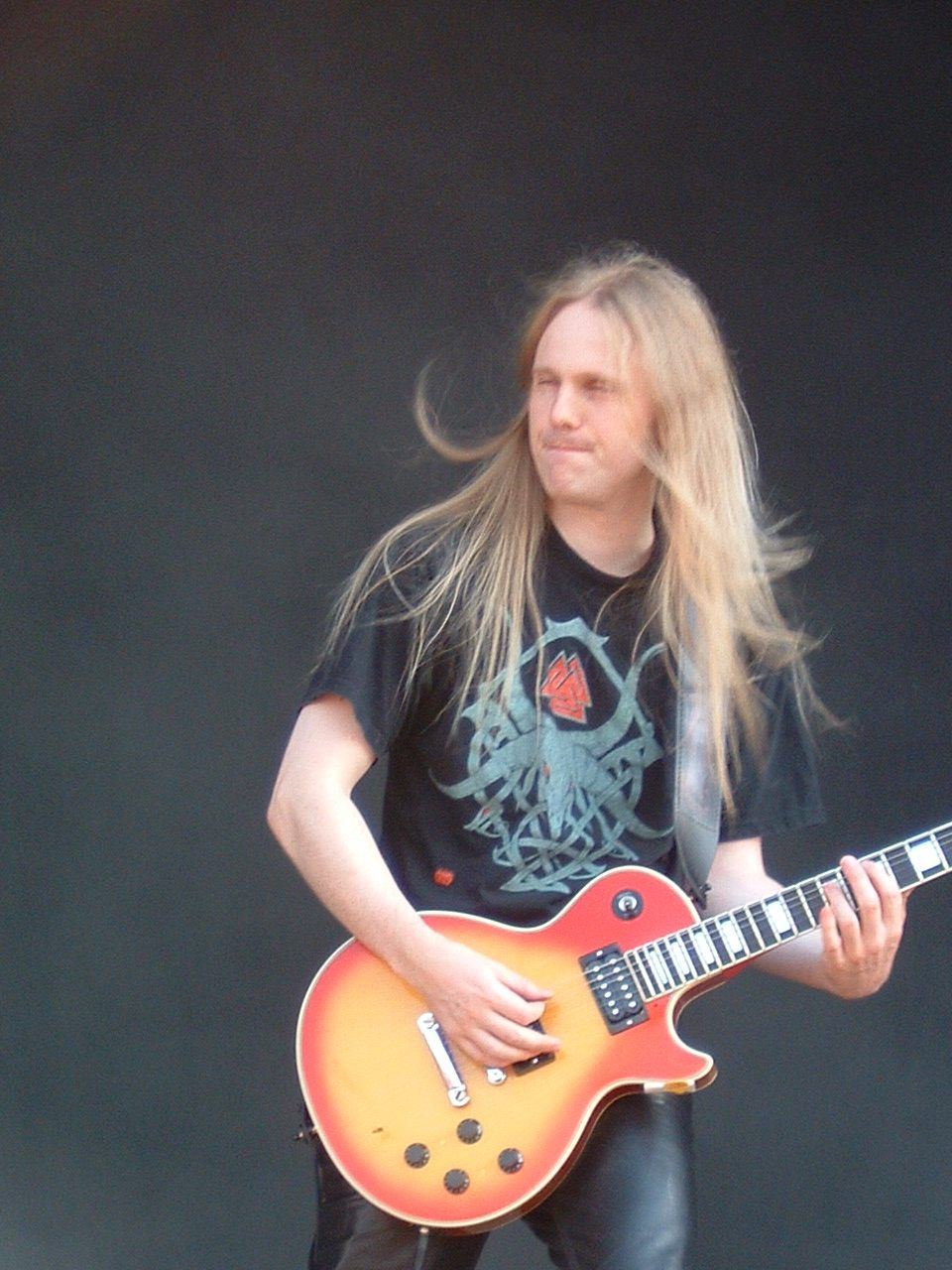
Кристофер Йонссон — основатель и лидер Therion

Дэт-метал-группа Blitzkrieg, ставшая прототипом Therion, была основана басистом и вокалистом Кристофером Йонссоном в 1987 году в городе Уппландс Весби. В состав группы также входили гитарист Петер Ханссон и ударник Оскар Форс. Группа исполняла музыку на стыке трэш-метала и дэт-метала, не сильно выделявшуюся из групп того времени, и вскоре была распущена.
В 1988 году Йонссон, переключившийся на гитару, и Ханссон основали проект Megatherion. Название было взято из альбома To Mega Therion группы Celtic Frost, а изначально происходит из библейской Книги Откровения и означает «великий зверь» (подробнее об этих существах см. Звери Апокалипсиса). В первоначальный состав также вошли ударник Мика Товалайнен и бывший басист Crematory Йохан Ханссон. Через короткий промежуток времени название группы было сокращено до Therion, а в ритм-секции произошли изменения: новым басистом стал Эрик Густафссон, за ударные уселся бывший коллега Йонссона и Ханссона Оскар Форсс, а место вокалиста занял Матти Кярки (позднее перешедший в Dismember). В таком составе была выпущена первая демозапись группы Paroxysmal Holocaust, после выхода которой группу покинул Матти Кярки, а место за микрофоном занял Кристофер Йонссон, став поющим гитаристом. В таком составе была выпущена очередная демозапись Beyond the Darkest Veils of Inner Wickedness, вышедшая в том же 1989 году.
В 1990 году Therion выпустили следующую демозапись Time Shall Tell. В 1991 году на лейбле Deaf Records издаётся дебютный альбом группы Of Darkness…, после записи которого группу покидает басист Эрик Густафссон. Партии бас-гитары во втором альбоме Beyond Sanctorum, вышедшем в 1992 году, исполняют Петер Ханссон (он же играет на гитаре и клавишных) и Кристофер Йонссон, также исполняющий гитарную и вокальную партии. Также в записи альбома приняли участие лид-гитарист Магнус Эклёв, вокалистка Анна Гранквист и вокалист Фредрик Лундквист. В этом альбоме уже слышны некоторые изменения в музыке группы: использованы клавишные, появились чистый мужской и женский вокалы, были использованы персидские мелодические мотивы, хотя этот альбом по-прежнему представлял собой различные вариации дэт-метала, и группа продолжала оставаться в андеграунде. В поддержку альбома Beyond Sanctorum был совершён первый тур за пределы Швеции. После выпуска второго альбома Therion выступают на фестивале Metalmania в 1992 году.
Перед записью третьего альбома Symphony Masses: Ho Drakon Ho Megas из прежнего состава группы остался только Кристофер Йонссон, который в новом альбоме исполнил вокальные, гитарные и клавишные партии. Новыми участниками коллектива стали Пётр Вавженюк — ударные, Магнус Бартельссон — гитара и Андреас Валь — бас-гитара. Новый альбом увидел свет в 1993 году. В его поддержку был совершён тур по Германии. С каждым альбомом в творчестве группы появлялось все больше экспериментов с клавишными инструментами, несколько песен были записаны с приглашенными вокалистками.
В 1994 группа переходит на крупный немецкий лейбл Nuclear Blast и в очередной раз меняет свой состав. Перед первым альбомом для Nuclear Blast на этом же лейбле был выпущен сингл «The Beauty in Black», на котором все партии гитары, клавиш и вокала исполнил Кристофер Йонссон, басистом выступил Фредрик Исаксон, а барабанщиком — Пётр Вавженюк. Также для записи были приглашены сопрано-певица Клаудиа Мария Мокри (прославившаяся участием в записи альбома Into the Pandemonium группы Celtic Frost) и бас-баритон певец Ханс Грёнинг. Сингл и последующий альбом Lepaca Kliffoth были записаны в берлинской Music Lab Studio. После выхода этого релиза последовало турне с Annihilator. В записи Lepaca Kliffoth, выпущенного в 1995 году, партии лидер-гитары исполнил Харрис Джонс, а партию дополнительного вокала Ян. Группа открыто использовала оперный вокал. Продюсером альбома выступил Харрис Джонс, работавший с группами Sodom, Kreator, Tankard. На песню «Beauty in Black» был снят видеоклип, который снимался в шведском средневековом замке.

### Середина и конец 90-х: переход к симфоник-металу

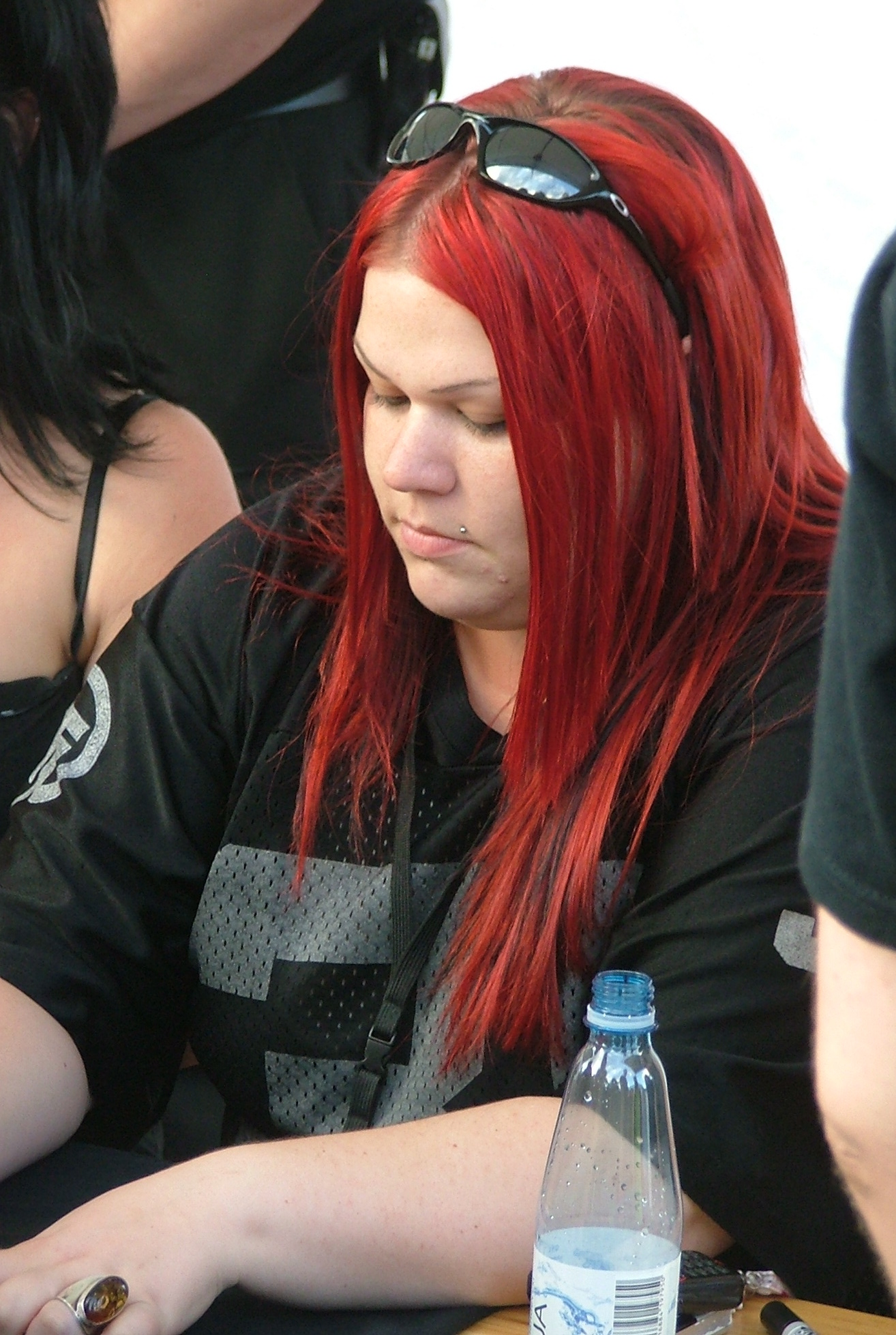
Сара Джезебель Дева пела в Therion в 1990-е

В 1996 году выходят сингл «Siren of the Woods» и альбом Theli (записан в период с января по март 1996 года в студии Impuls), на которых группа в очередной раз изменила свои звучание (создав новое направление в тяжёлой музыке — симфонический металл) и состав. В записи новых релизов принимали участие: Кристофер Йонссон (гитары, вокалы, клавишные), Пётр Вавженюк (ударные, вокалы, перкуссия), Ларс Розенберг (бас-гитара), Йонас Мелберг (гитара, акустическая гитара и клавишные), Дан Сванё (вокалы), Анья Кренц (сольное сопрано), Аксель Пац (бас-баритон соло), Ян Петер Генкель (рояль, клавишные, программирование), Готтфрид Кох (клавишные, программирование), Хор Северогерманского радио и Хор Сирен. Песня «Siren of the Woods» была написана на древнем аккадском языке. Лирика альбома была основана на концепциях видения мира Кристофера Йонссона, состоящего в Ложе Красного Дракона. Тексты некоторых песен были написаны им в соавторстве с основателем ложи Томасом Карлссоном. Альбом стал прорывом для группы и впервые в её истории разошёлся крупными тиражами, завоевав Therion широкую популярность. В поддержку альбома группа провела тур с прогрессив-готик/дум-метал-группой Amorphis.
Кристофер в то же время записал саундтрек к фильму «The Golden Embrace», использовавшийся на вышедшем в 1997 году сборнике A’arab Zaraq – Lucid Dreaming, приуроченном к 10-летнему юбилею существования группы. Помимо саундтрека в сборник попали его симфо-металлические версии, две новые песни, кавер-версии песен групп Scorpions, Iron Maiden, Running Wild, Judas Priest, симфо-металлическая инструментальная аранжировка песни «Symphony of the Dead», дэт-метал-оригинал которой вошёл в альбом Beyond Sanctorum. В записи сборника приняли участие Кристофер Йонссон (гитара, клавишные, орган Хаммонда и рояль), Пётр Вавженюк (ударные, вокалы), Ларс Розенберг (бас-гитара), Йонас Мелберг (гитара, клавишные), Дан Сванё (вокалы), Тобиас Сидегард (вокал), Петер Тэгтгрен (дополнительная лидер-гитара), Готтфрид Кох (акустическая гитара, рояль), Беттина Штумм и Рафаэла Майхаус (сопрано), Мари-Терезе Кубель (альт), Эргин Онат (баритон), Клаус Бюлов и Йоахим Гебхардт (бас).
Тематическим продолжением Theli стали сингл «Eye of Shiva» (1998 год), альбомы Vovin (1998 год), Crowning of Atlantis (1999 год) и Deggial (2000 год), развивающие идею симфоник-метала. Звучание стало более мягким, а оркестры и хоры использовались ещё активнее. В записи сингла «Eye of Shiva» и альбома Vovin (записан в студии Woodhouse Studio) принимали участие Кристофер Йонссон (гитара, клавишные), Томми Эрикссон (гитара), Вольф Симонс (ударные), Ян Казда (бас-гитара), Вальдемар Сорыхта и Зигги Бемм (дополнительные гитары), Лоренц Аспен (Theatre of Tragedy, орган Хаммонда), Ральф Шиперс (Primal Fear, лидер-вокал), Мартина Хорнбахер (из Dreams of Sanity) и Сара Джезебель Дева (альт сольно и дуэтом, сопрано), Айлин Кюппер и Ангелика Мярц (сопрано), Дороти Фишер и Анне Трибут (альт), Макс Цилотек и Грегор Диппель (тенор), Хавьер Сапатер и Йохен Бауэр (бас), а также Indigo Orchestra. Альбом попал в чарты в Германии и достиг 46-го места.
Альбом Crowning of Atlantis содержит редкие композиции, три песни, записанных на концертах и кавер-версии песен групп Manowar и Accept. В его записи участвовали: Кристофер Йонссон (гитары, клавишные), Томми Эрикссон (гитары), Вольф Симонс и Сами Карппинен (ударные), Ян Казда (бас-гитара, акустическая гитара), Вальдемар Сорыхта (дополнительные гитары, соло, второе соло), Ральф Шиперс (вокалы), Айлин Кюппер и Ангелика Мярц (сопрано), Мартина Хорнбахер, Сара Джезебель Дева и Коссима Руссо (вокалы), Анне Трибут (альт), Йорг Браюкер (бас, сольный тенор), Йохен Бауэр (бас), а также Indigo Orchestra. Вольф Симонс покинул группу во время записи альбома, поэтому в составе указаны два барабанщика. Также после записи альбома роль басиста на время турне в поддержку альбома занял Ким Бломквист.

### Начало 2000-х: эра Ниеманнов

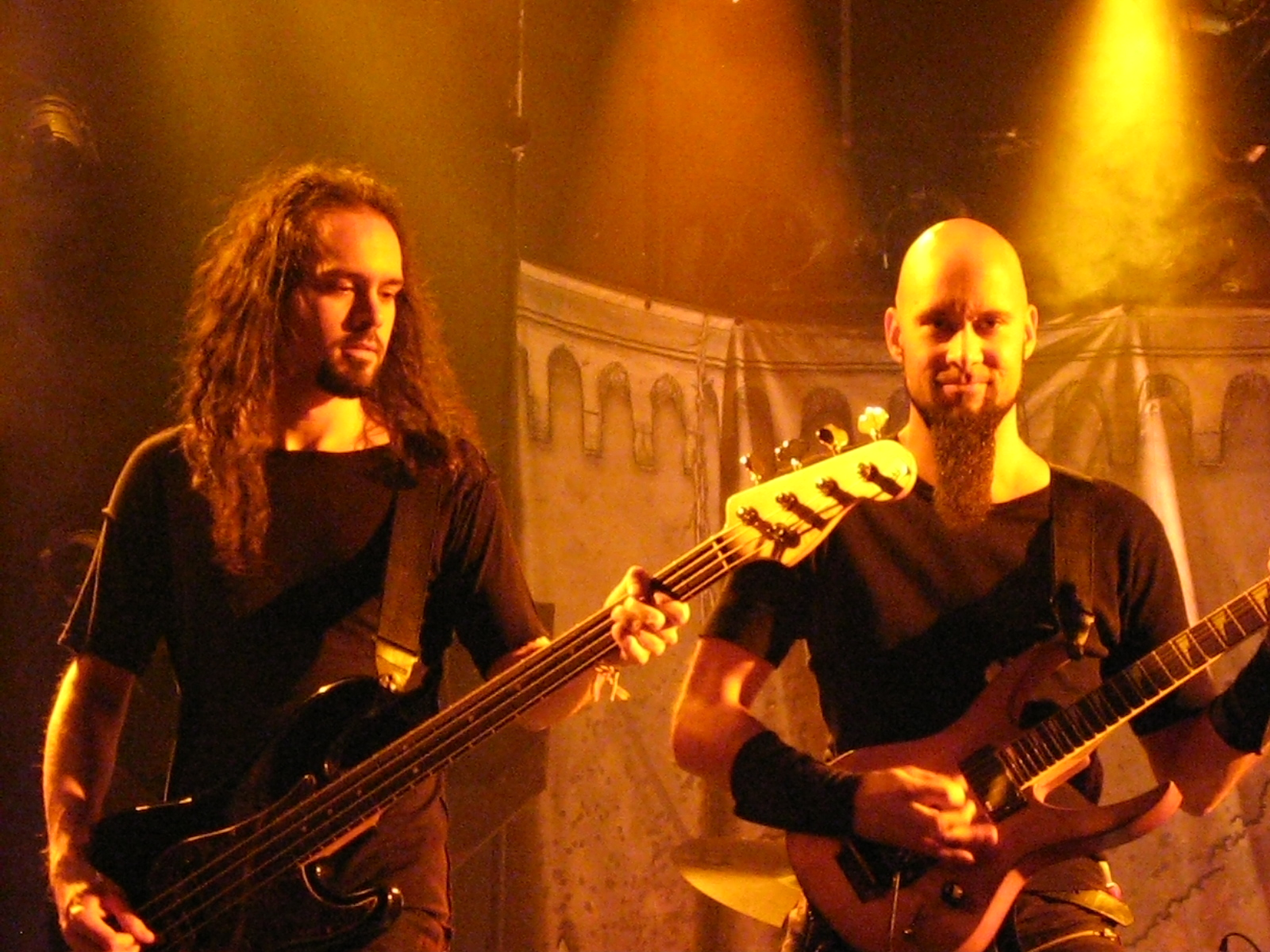
Братья Ниеманны, Йохан и Кристиан

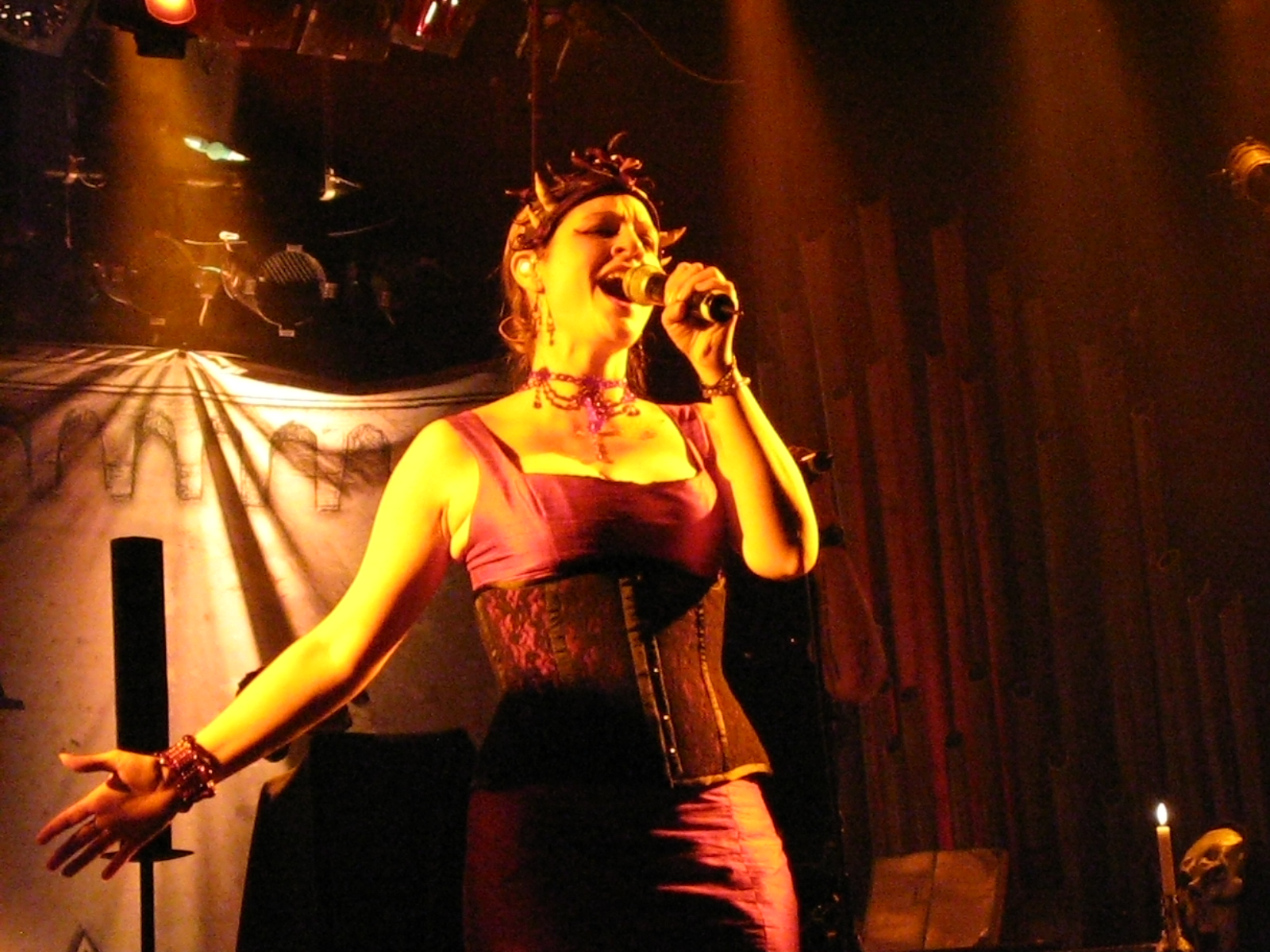
Лори Льюис, вокалистка Therion в 2000-е и 2010-е

Перед записью альбома Deggial состав Therion изменился в очередной раз. В записи приняли участие Кристофер Йонссон (гитары, клавишные), Кристиан Ниеманн (лидер-гитара), Йохан Ниеманн (бас-гитара, акустическая гитара), Сами Карппинен (ударные), Ханси Кюрш из Blind Guardian (лид-вокал), Ян Казда (акустическая гитара), Александер Шиммерот (пианино), а также различные оркестры и хоры. В чартах в Германии Deggial достиг 43-го места.
Братья Ниеманны стали постоянными участниками и соавторами некоторых песен, стабилизировав постоянно меняющийся состав группы. С их участием в 2001 вышел один из наиболее успешных альбомов Therion, концептуальный Secret of the Runes, посвящённый девяти мирам в скандинавской мифологии. Therion также приняли участие в альбоме каверов на песни группы ABBA, перепев в своем стиле песню «Summer Night City».
За «Секретом рун» последовали сразу два выпущенных одновременно альбома: Sirius B и Lemuria. С туром в поддержку альбома группа проехала по многим странам, в том числе России, где Кристофер исполнил государственный гимн на гитаре. Видеозапись концерта в Мексике вышла на DVD Celebrators of Becoming.
В 2007 году вышел двухдисковый альбом Gothic Kabbalah. Альбом оказался новым экспериментом, музыка стала более тяжёлой и с опорой на гитарные риффы. Это также первый альбом, в котором музыка была написана не только Кристофером Йонссоном, но и остальными участниками группы (братьями Ниеманнами, Матсом Левеном, Сноуи Шоу и Петером Карлсоном). Тексты песен, как обычно, сочинил Томас Карлсон.
Матс Левен в 1995 году участвовал в проекте лидера Candlemass Лейфа Эдлинга Abstrakt Algebra, пока основной коллектив пребывал в роспуске. А Сноуи Шоу был некоторое время ударником у Кинга Даймонда, а также был одним из основателей группы Memento Mori, где вокалистом опять же был экс-Candlemass-певец Мессия Марколин.
В поддержку альбома был проведён тур, по завершении которого был выпущен концертный альбом Live Gothic. На песню «Son of the Staves of Time» был снят видеоклип.

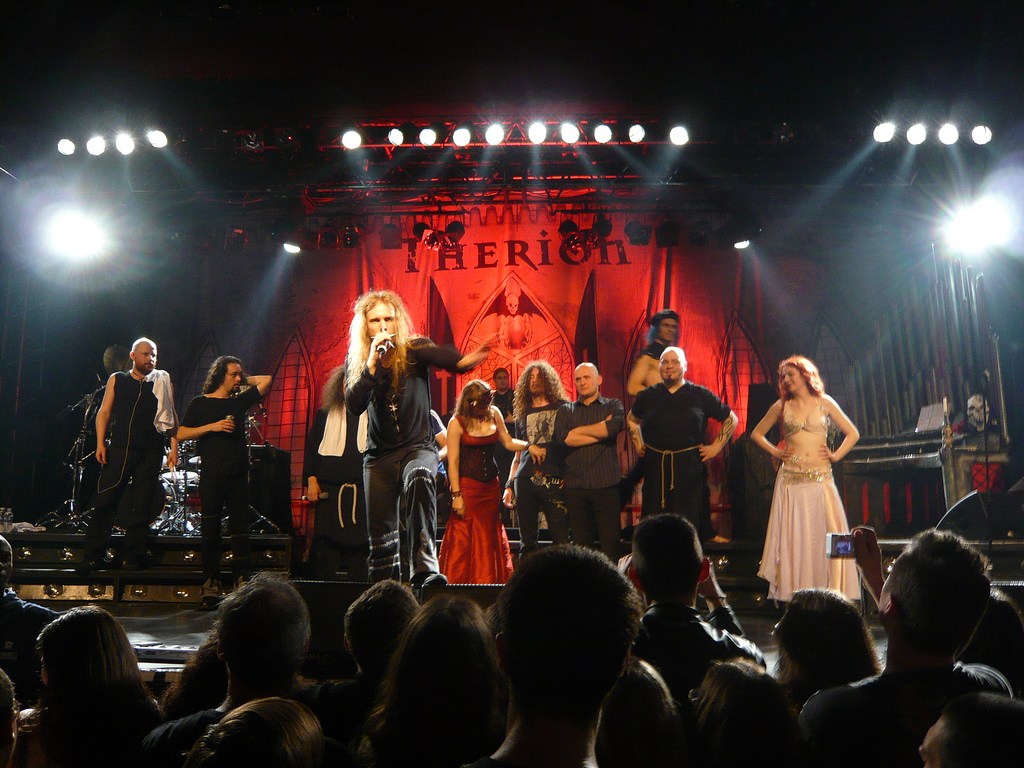
Выступление группы в Париже 22 декабря 2007 года

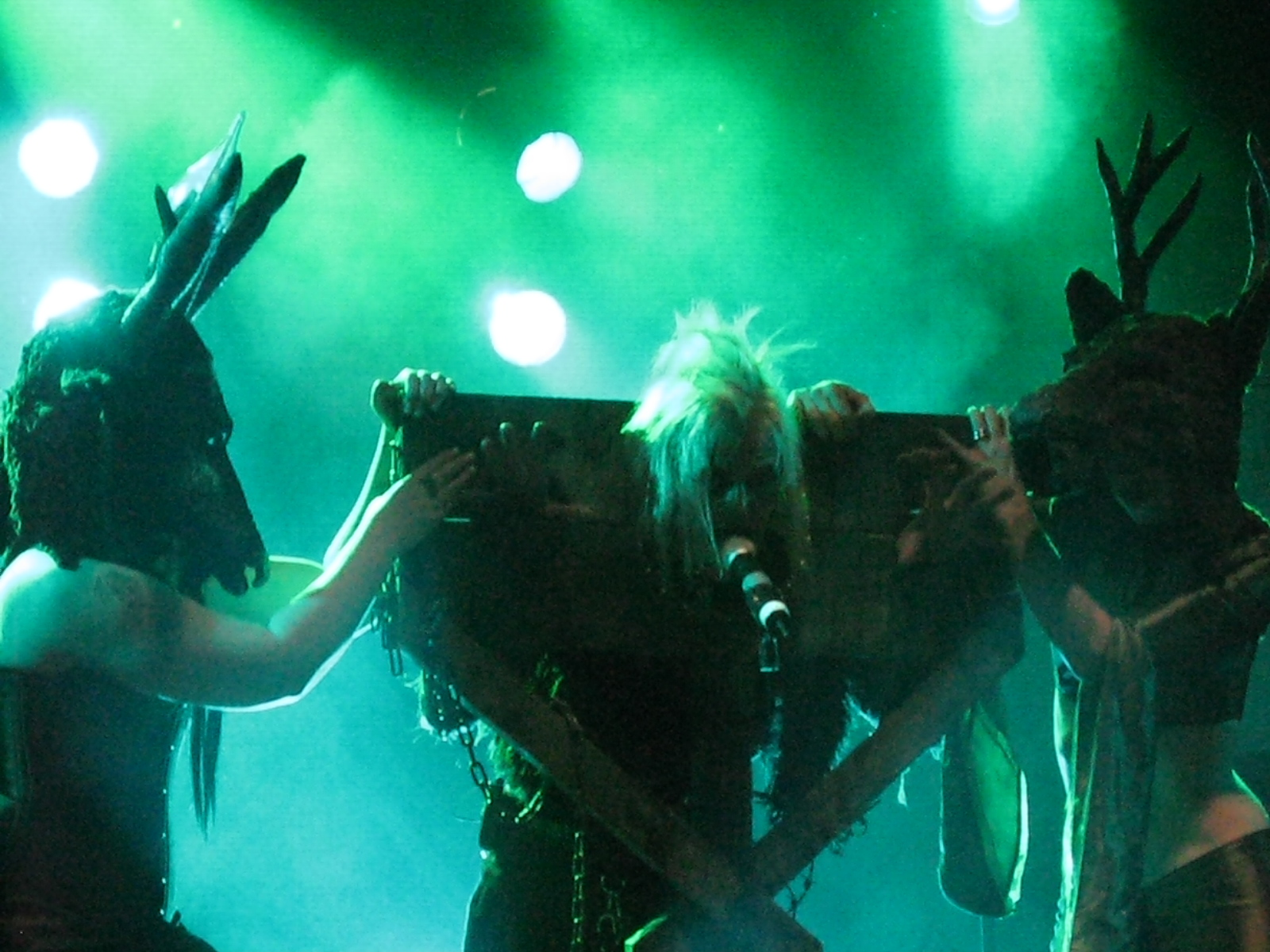
Therion сопровождают свои выступления театральными представлениями. Здесь Сноуи Шоу выступает в колодках

Состав Therion продержался в таком виде до 2007 года. Сначала из группы был уволен вокалист Матс Левен. Причиной, по словам Кристофера, стали амбиции: «Матс — прирождённый фронтмен. Когда ему приходилось ограничиваться ролью одного из четырёх вокалистов… мы на сцене чувствовали его дискомфорт». Его место занял Томас Викстрём из Candlemass. Затем в 2008 году было объявлено о полном роспуске инструментального состава Therion по окончании концертного тура — из-за вкусовых разногласий и занятости музыкантов в сторонних проектах.

### Конец 2000-х и 2010-е: состав с Викстрёмом
Кристофер Йонссон собрал новый состав. В него вошли прежний гитарист Therion Магнус Бартельссон, бас-гитарист Налле Польссон и ударник Йохан Кулеберг. В группе остался и весь прежний состав вокалистов, причём Томас Викстрём стал официальным «фронтменом» Therion. Именно Томас привёл в группу Пальссона и Кулеберга. В таком составе Therion записали новый альбом Sitra Ahra, который вышел в сентябре 2010 года на лейбле Nuclear Blast. Диск был смикширован в студии Polar в Стокгольме Леннартом Остлундом. Годом позже группа приняла участие в создании настольной игры «An adventure with Therion», основанной на сценических образах музыкантов именно этого состава — её разработал Пауло Валлерга из компании Scribabs.
В 2012 году группа записала альбом Les Fleurs du Mal, все песни в котором представляют собой симфоник-металлические обработки французской поп-музыки 1960-х. Название пластинки — отсылка к одноимённому сборнику стихов XIX века.
В сентябре 2016 года группа начала записывать в студии рок-оперу Beloved Antichrist. В её основу легло сочинение русского христианского философа Владимира Соловьёва «Три разговора: Повесть об Антихристе». В планах группы в будущем поставить эту оперу на театральной сцене. Работа над рок-оперой и в целом деятельность группы были сильно замедлены из-за болезни Кристофера Йонссона, у которого диагностирована межпозвоночная грыжа, вызывающая сильные боли в шее. Кристофер не исключал, что больше никогда не сможет выступать вживую, но после курса лечения заявил, что всё же намерен вернуться на сцену. Альбом был выпущен 9 февраля 2018 года на лейбле Nuclear Blast.
В 2021 году группа выпустила альбом Leviathan, на котором отчасти вернулась к своему звучанию 2000-х. Он стал началом трилогии альбомов, куда вошли также Leviathan II (2022) и Leviathan III (2023). В январе 2024 года на гастролях к группе снова присоединилась вокалистка Лори Льюис, заменив ушедшую в декретный отпуск сопрано Кьяру Малвестити.

## Тематика и концепция
С первых альбомов и на протяжении всей истории основной тематикой текстов группы остается мифология народов мира, мистические и религиозные учения древности. Среди постоянных тем — верования древнего Египта, Скандинавии, Греции, библейская мифология, Атлантида, а также еретические и мистические учения прошлого — алхимия, астрология, магия. Концептуальный альбом 2001 года Secret of the Runes посвящён девяти мирам в скандинавской мифологии.
Автор значительной части текстов группы — Томас Карлссон, глава общества мистиков под названием «Орден Красного Дракона» (Order Dragon Rouge). Кристофер Йонссон также член этого Ордена.
Концертные шоу Therion представляют собой театрализованные представления, которые иллюстрируют содержание песен. На сцене воздвигаются декорации средневековых замков, клеток, факелов, вокалисты выступают в сценических костюмах, стилизованных под Средневековье. Кроме того, группа отличается интересом к стимпанку: в этом стиле выдержаны некоторые её клипы, настольная игра, оформление некоторых концертов и промо-фотографии.

## Состав группы

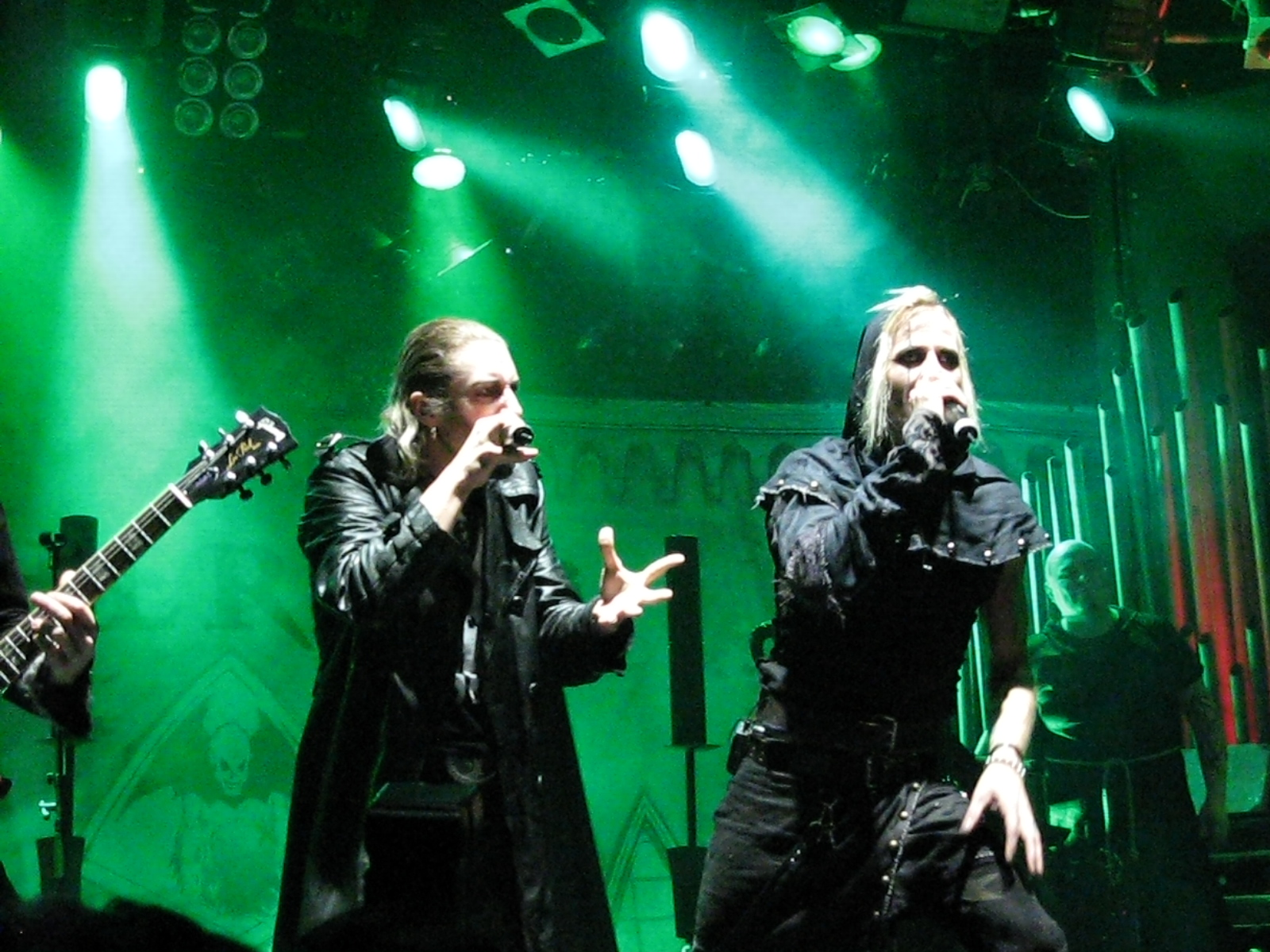
Томас Викстрём и Сноуи Шоу

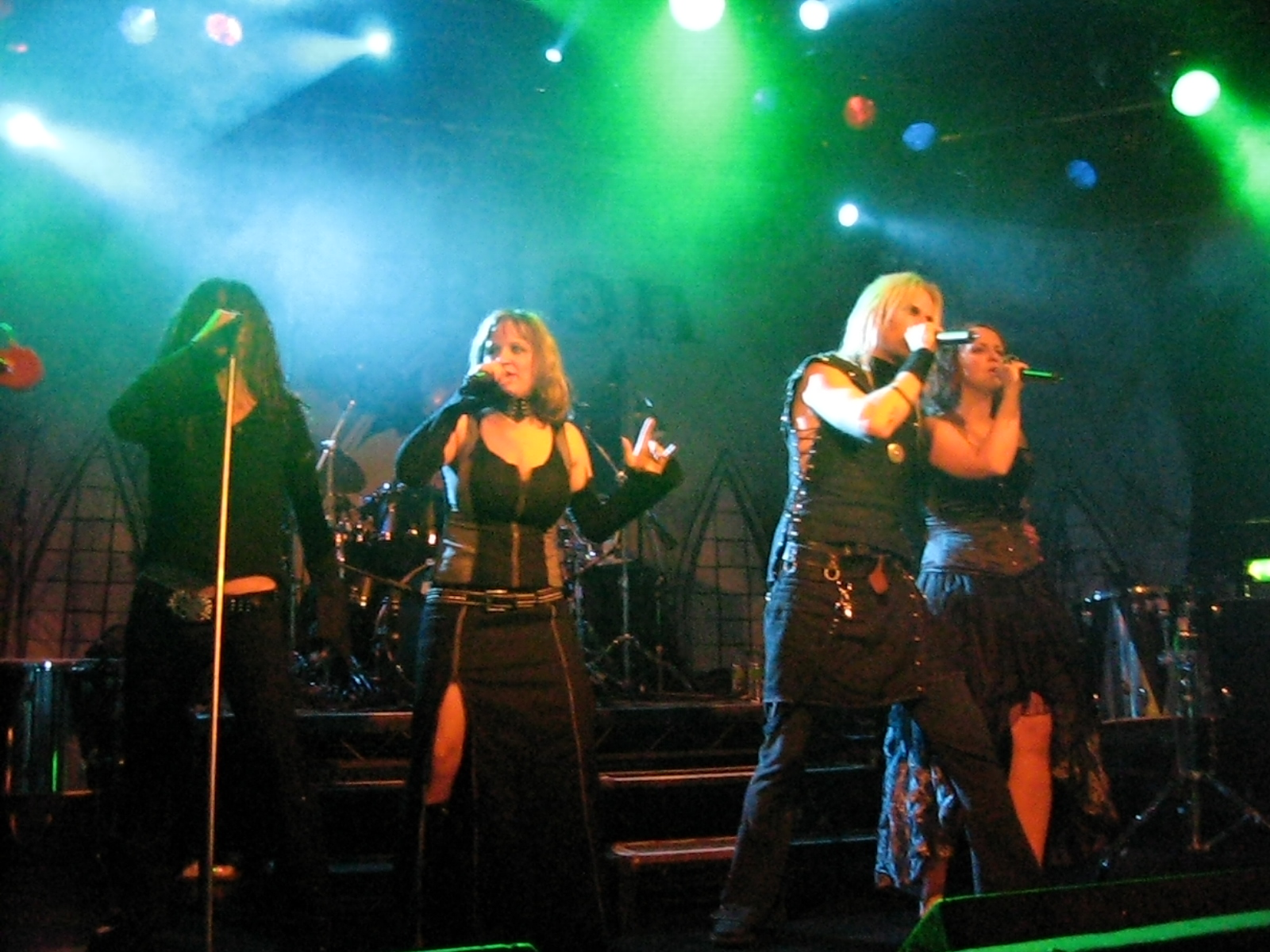
Матс Левен, Лори Льюис, Сноуи Шоу, Катарина Лилья

Единственный постоянный участник группы — Кристофер Йонссон. «Официальный» состав Therion, который указан на сайте группы, часто расходится с реальным участием музыкантов в выступлениях: так, большую часть истории группа «не имела» вокалиста. Среди постоянных вокалисток Therion наиболее известна Лори Льюис. Вокалист и ударник Пётр Вавженюк также долгое время был постоянным участником группы. В дополнение к постоянному составу Therion регулярно привлекают для записи своих альбомов оркестры и хоры.
Текущий состав
- Кристофер Йонссон — гитара, клавишные, бас-гитара, программирование, оркестровки, мандолина, арфа, колокола, кларнет, вокал
- Кристиан Видаль — гитара
- Налле Польссон — бас-гитара
- Томас Викстрём — вокал
- Кьяра Малвестити — вокал
- Сами Карппинен — ударные[11]

Бывшие участники
- Мартина Астнер — вокал
- Александра «Лауреано» Пламенац — вокал
- Петер Ханссон — гитара
- Оскар Форсс — ударные
- Пётр Вавженюк — ударные, вокал
- Андреас Валь — бас-гитара
- Катарина Лилья — вокал
- Сара Джезебель Дэва — вокал
- Кристиан Ниеманн — гитара, мандолина
- Йохан Ниеманн — бас-гитара, мандолина
- Петер Карлссон — ударные
- Магнус Бартельссон — гитара
- Матс Левен — вокал
- Сноуи Шоу — вокал
- Карин Фьелландер — вокал
- Рикард Эвенсенд — ударные
- Лори Льюис — вокал
- Иса Гарсия Навас — вокал
- Йохан Колеберг — ударные
- Линнея Викстрём — вокал

Кроме того, братья Ниеманны выступают в составе группы Demonoid вместе с бывшим ударником группы Рикардом Эвенсендом, Кристофер Йонссон также выступал в этой группе в качестве вокалиста, но в марте 2006 года покинул её, объявив, что завязал с пением.

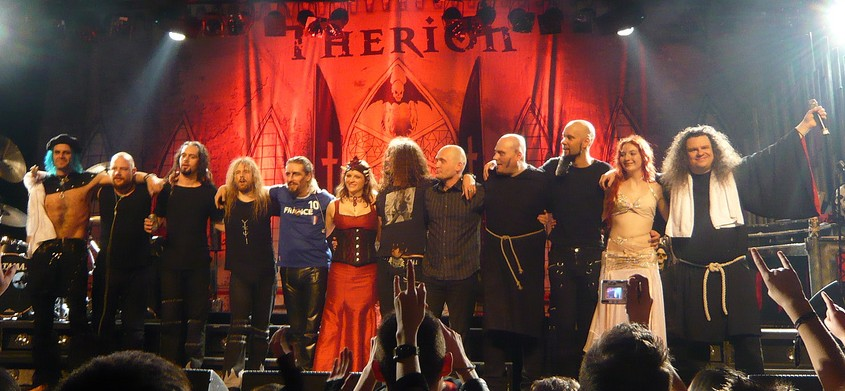
Концертный состав Therion в 2007 году. Слева направо: Сноуи Шоу (вокал), Петер Карлссон (ударные), Йохан Ниеманн (бас-гитара), Кристофер Йонссон (гитара), Томас Викстрём (вокал), Лори Льюис (вокал), Матс Левен (вокал), Пётр Вавженюк (вокал), Ферди Дёрнберг (клавишные), Кристиан Ниеманн (гитара), Ариэн (танцовщица), Мессия Марколин (вокал)

## Дискография
| - Paroxysmal Holocaust (1989) - Beyond the Darkest Veils of Inner Wickedness (1989) - Time Shall Tell (EP) (1990) - Of Darkness… (1991) - Beyond Sanctorum (1992) - Ho Drakon Ho Megas (1993) - Lepaca Kliffoth (1995) - Theli (1996) - A’arab Zaraq – Lucid Dreaming (1997) - Vovin (1998) - Crowning of Atlantis (1999) - Deggial (2000) - Secret of the Runes (2001) - Sirius B (2004) - Lemuria (2004) - Gothic Kabbalah (2007) - Sitra Ahra (2010) - Les Fleurs du Mal (2012) - Beloved Antichrist (2018) - Leviathan (2021) - Leviathan II (2022) - Leviathan III (2023) | - Live in Midgard (2002) - Celebrators of Becoming (Live In Mexico) (2006) - Live Gothic (2008) - The Miskolc Experience (2009) - Beauty in Black (1995) - Siren of the Woods (1996) - Eye of Shiva (1998) - Celebrators of Becoming (2006) - Live Gothic (2008) - The Miskolc Experience (2009) - Adulruna Rediviva and Beyond (2014) - The Early Chapters of Revelation (Box-Set) (2000) - Bells of Doom (2001) — выпущен для членов фан-клуба - Atlantis Lucid Dreaming (2005) — сборник - Les Épaves (2016) — дополнение к альбому Les Fleurs du Mal - Blood of the Dragon (2018) — кавер версии известных рок/метал песен в исполнении группы (диск 1) и кавер версии песен Therion в исполнении разных групп (диск 2) |